# Ulvales
Ordre
Familles de rang inférieur
- Bolbocoleonaceae
- Cloniophoraceae
- Jaoaceae
- Kornmanniaceae
- Phaeophilaceae
- Ulvaceae
- Ulvales incertae sedis
- Ulvellaceae

Les Ulvales sont un ordre d'algues vertes de la classe des Ulvophyceae.

## Liste des familles
Selon AlgaeBase (28 oct. 2012) :
- famille des Bolbocoleonaceae O'Kelly & Rinkel
- famille des Cloniophoraceae A.L.Carlile, C.J.O'Kelly & A.R.Sherwood
- famille des Jaoaceae Fan
- famille des Kornmanniaceae Golden & Cole
- famille des Phaeophilaceae D.F.Chappell, C.J.O'Kelly, L.W.Wilcox, & G.L.Floyd
- famille des Ulvaceae J.V.Lamouroux ex Dumortier
- famille des Ulvales incertae sedis
- famille des Ulvellaceae Schmidle

Selon Catalogue of Life (24 décembre 2021) :
- famille des Bolbocoleonaceae O'Kelly & Rinkel in Brodie, Maggs & D.M. John, 2007
- famille des Capsosiphonaceae V.J. Chapman, 1952
- famille des Cloniophoraceae
- famille des Gayraliaceae K.L. Vinogradova, 1969
- famille des Gomontiaceae De Toni, 1889
- famille des Jaoaceae Fan, 1964
- famille des Kornmanniaceae
- famille des Monostromataceae
- famille des Percursariaceae
- famille des Phaeophilaceae D.F. Chappell, C.J. O'Kelly, L.W. Wilcox & G.L. Floyd, 1990
- famille des Ulvaceae J.V. Lamouroux ex Dumortier, 1822
- famille des Ulvellaceae Schmidle, 1899

Selon ITIS (24 décembre 2021) :
- famille des Bolbocoleaceae
- famille des Cloniophoraceae
- famille des Jaoaceae
- famille des Kornmanniaceae
- famille des Phaeophilaceae
- famille des Ulvaceae
- famille des Ulvellaceae

Selon NCBI (28 oct. 2012) :
- famille des Jaoaceae
  - genre Jaoa
- famille des Kornmanniaceae
  - genre Kornmannia
  - genre Percursaria
- famille des Monostromataceae
  - genre Gayralia
  - genre Monostroma
  - genre Protomonostroma
  - genre Ulvaria
- famille des Ulvaceae
  - genre Blidingia
  - genre Gemina
  - genre Ulva
  - genre Umbraulva
- famille des Ulvellaceae
  - genre Acrochaete
  - genre Ochlochaete
  - genre Ulvella
- non-classé Ulvales incertae sedis
  - genre Bolbocoleon
  - genre Pseudendoclonium
  - genre Ruthnielsenia
  - genre Tellamia

Selon World Register of Marine Species (28 oct. 2012) :
- famille des Bolbocoleonaceae
- famille des Capsosiphonaceae
- famille des Cloniophoraceae
- famille des Gayraliaceae
- famille des Jaoaceae
- famille des Kornmanniaceae
- famille des Monostromataceae
- famille des Phaeophilaceae
- famille des Ulvaceae
- famille des Ulvales incertae sedis
- famille des Ulvellaceae